# Piñuécar-Gandullas
Piñuécar-Gandullas ist eine Gemeinde (municipio) mit 185 Einwohnern (Stand: 2024) in der Autonomen Gemeinschaft Madrid im Zentrum Spaniens. Die Gemeinde besteht aus den Ortschaften Piñuécar und Gandullas. Der Verwaltungssitz befindet sich in Piñuécar. Im Gemeindegebiet befindet sich auch die Wüstung des früheren Ortes Bellidas.

## Lage und Klima
Piñuécar-Gandullas liegt etwa 85 Kilometer nordnordöstlich von Madrid in einer Höhe von ca. 1060 m. 
Im Süden und Südosten wird der Lozoya mit der Talsperre Puentes Viejas aufgestaut.

## Bevölkerungsentwicklung
| Jahr      | 1970 | 1981 | 1991 | 2001 | 2011 | 2021 |
| Einwohner | 190  | 151  | 148  | 140  | 173  | 185  |

Der Bevölkerungsschub zu Beginn des 21. Jahrhunderts ist auf den Neubau von Wohnsiedlungen zurückzuführen.

## Sehenswürdigkeiten
- Simonskirche (Iglesia de San Simón Apóstol)

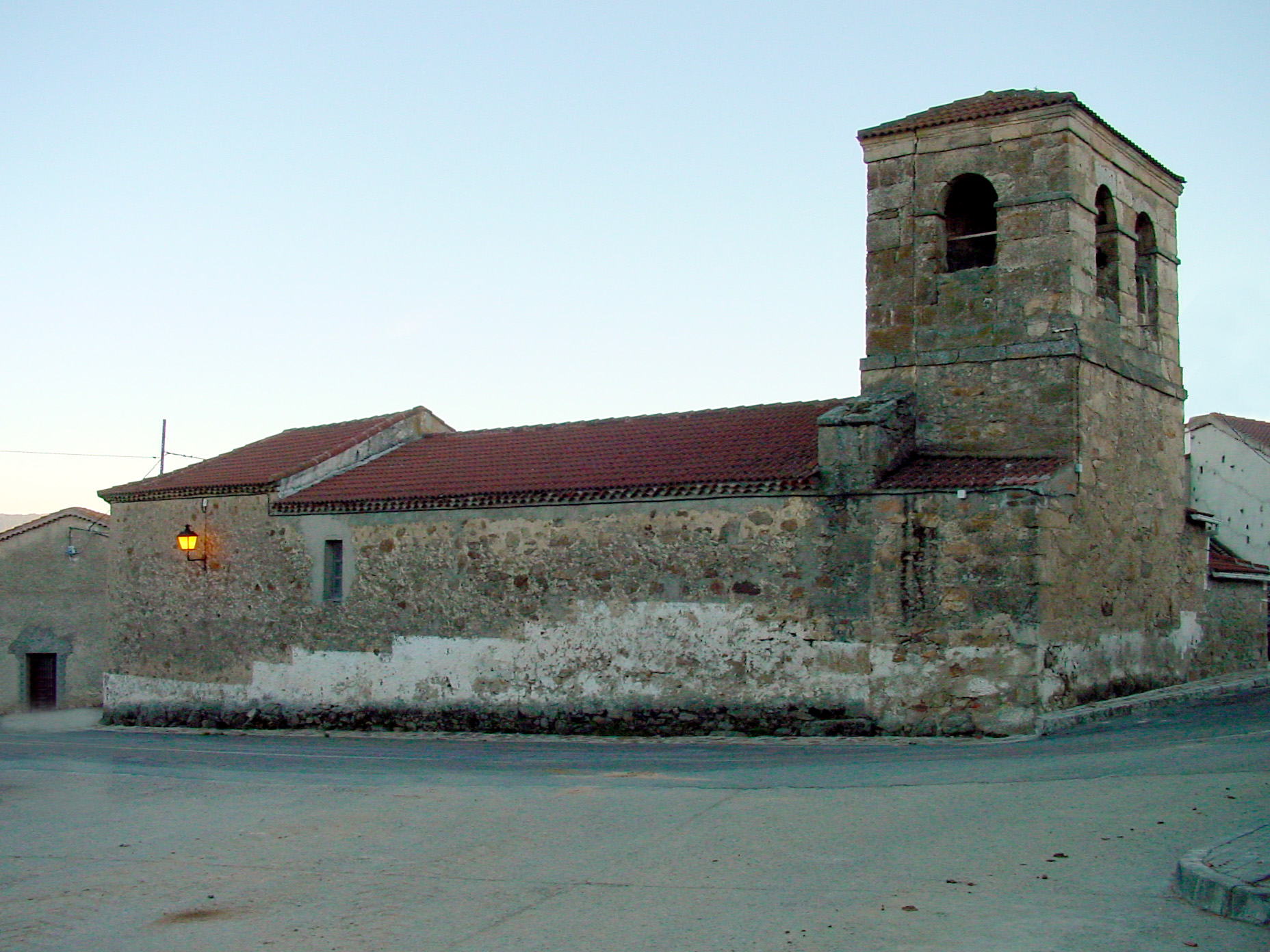
Simonskirche